# Rennrodel-Weltmeisterschaften 1955
| I. Rennrodel-Weltmeisterschaften 1955 |                   |                                                                                                |
|                                       | Anzahl Sportler   | Medaillengewinner                                                                              |
| Einsitzer Frauen                      | 12 aus 6 Nationen | Gold: Karla Kienzl (AUT) Silber: Maria Isser (AUT) Bronze: Marianne Bauer (GER)                |
| Einsitzer Männer                      | 40 aus 8 Nationen | Gold: Anton Salvesen (NOR) Silber: Josef Thaler (AUT) Bronze: Josef Isser (AUT)                |
| Doppelsitzer                          | 28 aus 5 Nationen | Gold: Krausner/Thaler (AUT) Silber: J. Isser/M. Isser (AUT) Bronze: Strillinger/Nachmann (GER) |

Die I. Rennrodel-Weltmeisterschaften fanden am 5. und 6. Februar 1955 im norwegischen Oslo statt.
Insgesamt wurden drei Wettkämpfe ausgetragen, zwei Einsitzerrennen – eines für Frauen und eines für Männer – sowie ein Wettbewerb im Doppelsitzer. Während die Einzelwettkämpfe in jeweils vier Durchgängen entschieden worden, fanden für die Doppel zwei Läufe statt. Dieses Programm änderte sich bis heute (Stand 2025) nur geringfügig durch die Einführung des Teamwettbewerbs im Jahr 1989 bzw. der Teamstaffel ab 2013 sowie des Doppelsitzers der Frauen 2022. Die ersten Weltmeister wurden der Norweger Anton Salvesen, die Österreicherin Karla Kienzl sowie das österreichische Doppel Hans Krausner/Josef Thaler. Außer den beiden Siegernationen Norwegen und Österreich, die gemeinsam sieben der neun Medaillen gewannen, konnten sich lediglich die deutschen Athleten zwei Bronzemedaillen sichern.
Die Rennen wurden auf der Korketrekkeren (dt. „Korkenzieherbahn“) ausgetragen und von etwa 30.000 Zuschauern verfolgt. Die Bahn wurde als schwierig eingeschätzt, da sie teils Kunstbahn-, teils Naturbahnkurven aufwies, was sie aus Sicht der Weltmeisterin Karla Kienzl zu einer echten „Weltmeisterschaftsbahn“ machte. Hinzu kam, dass die Athleten – bedingt durch trübes Wetter – nur wenig auf der Bahn trainieren konnten. Während die Mitteleuropäer aus den „Rodelnationen“ Deutschland, Österreich oder Italien ihre Rennschlitten durch Körperverlagerung lenkten, war bei den Norwegern bis 1958 die Stangenlenkung üblich. Diese hatte ihre Vorteile bei Kurven mit großen Radien und kleinem Gefälle, wie es für die skandinavischen Bahnen in den Fünfzigerjahren charakteristisch war. Im Gegensatz dazu besaßen die Rodelbahnen in Mitteleuropa schon zu jener Zeit engere und steilere Kurven.

## Wettkämpfe

### Einsitzer der Frauen
| Platz | Athletin                | Land | Gesamtzeit  |
| ----- | ----------------------- | ---- | ----------- |
| 1     | Karla Kienzl            | AUT  | 8:27,98 min |
| 2     | Maria Isser             | AUT  | 8:34,12 min |
| 3     | Marianne Bauer          | GER  | 8:43,85 min |
| 4     | Lotte Scheimpflug       | ITA  | 8:53,33 min |
| 5     | Gerda Gegner            | AUT  | 8:56,71 min |
| 6     | Barbara Gorgon          | POL  | 9:00,10 min |
| 7     | May Torriani            | SUI  | 9:02,43 min |
| 8     | Wilhelmine Schmidtbauer | GER  | 9:06,12 min |
| 9     | Gertrud Engelke         | GER  | 9:07,98 min |
| 10    | Erika Schiller          | GER  | 9:11,94 min |
| 11    | Erika Leitner           | ITA  | 9:20,50 min |
| 12    | Liv Janner Storhaug     | NOR  | 9:23,93 min |

Datum: 5. Februar (erster bis dritter Lauf), 6. Februar (vierter Lauf)
Bei den fünf Nachkriegseuropameisterschaften der Jahre 1951 bis 1955 waren alle Titel und 12 von 15 Medaillen an österreichische Athleten gegangen. Besonders erfolgreich waren dabei Maria Isser sowie Karla Kienzl gewesen. Diese beiden Sportlerinnen dominierten auch bei den ersten Weltmeisterschaften: Kienzl fuhr am ersten Renntag in allen drei Durchgängen Bestzeit und musste im letzten Lauf ihren klaren Vorsprung von mehreren Sekunden auf Maria Isser nur noch verteidigen. Tatsächlich endete der Wettkampf mit einem Sieg Kienzls, die sechs Sekunden vor Isser triumphierte und mehr als 15 Sekunden Vorsprung auf die drittplatzierte Deutsche Marianne Bauer hatte. Nach den Weltmeisterschaften trat die 32-jährige Kienzl zurück, da sie Oslo als „Ziel eines sehr weiten sportlichen Weges“ sah.
Insgesamt waren die Abstände in dem zwölfköpfigen Starterfeld sehr groß. So hatte etwa die Sechste, die Polin Barbara Gorgon, bereits mehr als eine halbe Minute Rückstand auf die Siegerin. Die einzige Norwegerin Liv Janner Storhaug fiel nach einem Sturz weit zurück und belegte schließlich den letzten Rang, ihr Rückstand auf Karla Kienzl betrug fast eine Minute.

### Einsitzer der Männer
| Platz | Athlet             | Land | Gesamtzeit  |
| ----- | ------------------ | ---- | ----------- |
| 1     | Anton Salvesen     | NOR  | 8:08,59 min |
| 2     | Josef Thaler       | AUT  | 8:10,53 min |
| 3     | Josef Isser        | AUT  | 8:15,21 min |
| 4     | Paul Aste          | AUT  | 8:16,24 min |
| 5     | Alf Large          | NOR  | 8:17,60 min |
| 6     | Henri Isser        | AUT  | 8:17,68 min |
| 7     | Erhard Grundmann   | GER  | 8:19,76 min |
| 8     | Gunnar Böhn jr.    | NOR  | 8:20,10 min |
| 9     | Willi Lache        | AUT  | 8:20,85 min |
| 10    | Mogens Christensen | NOR  | 8:21,90 min |

Weitere Reihenfolge
| Platz | Athlet             | Land |
| ----- | ------------------ | ---- |
| 11    | Finn Didriksen     | NOR  |
| 12    | Hans Krausner      | AUT  |
| 13    | Hans Frey          | CHE  |
| 14    | Albert Kraus       | GER  |
| 15    | Walter Hofer       | ITA  |
| 16    | Fritz Kienzl       | AUT  |
| 17    | Richard Feistmantl | AUT  |
| 18    | Helmut Bernd       | GER  |
| 19    | Josef Strillinger  | GER  |
| 20    | Josef Mayr         | GER  |
| 21    | Harald Large       | NOR  |
| 22    | Josef Stifter      | ITA  |
| 23    | Arne Holst         | NOR  |
| 24    | Fritz Nachmann     | GER  |
| 25    | Jerzy Wojtynski    | POL  |
| 26    | Rudolf Traufer     | CHE  |
| 27    | Bronislav Hanák    | CSK  |
| 28    | Trygye Sødring     | NOR  |
| 29    | Sverre Thuve       | NOR  |
| 30    | Lovider Eriksson   | SWE  |
| 31    | Arne Berlund       | SWE  |
| 32    | Erik Ween          | NOR  |
| 33    | Yngve Carlson      | SWE  |
| 34    | Ove Johansson      | SWE  |
| 35    | Janusz Wojtynski   | POL  |
| 36    | Hans Mayer         | GER  |
| 37    | Peter Droeger      | GER  |
| 38    | Ryszard Pędrak     | POL  |
| 39    | Gunnar Garpö       | SWE  |
| 40    | Hans Bartoschek    | GER  |

Ähnlich wie ihre Mannschaftskameradinnen hatten auch die österreichischen Männer die führende Position im Rennrodeln eingenommen, seitdem ab 1951 wieder regelmäßige Europameisterschaften ausgetragen wurden. Mit einer Ausnahme hatten sie in jedem Jahr den kontinentalen Titel gewonnen, nur 1952 war der Deutsche Rudolf Maschke schneller gewesen. Dennoch entwickelte sich der Männerwettkampf zu einem deutlich engeren Rennen, als es im Frauenwettbewerb der Fall gewesen war. Dies lag insbesondere daran, dass die ausschließlich von den Norwegern praktizierte Stangenlenkung auf ihrer Heimbahn besonders gut funktionierte, wodurch sie mit den bis dahin dominierenden Österreichern mithalten konnten. Dementsprechend stellten diese beiden Mannschaften auch neun der zehn besten Rodler; lediglich der Deutsche Erhard Grundmann platzierte sich als Siebter dazwischen.
Der Kampf zwischen Norwegern und Österreichern führte zu deutlich kleineren Abständen an der Spitze als im Frauenrennen: Der zehntplatzierte Mogens Christensen aus Norwegen hatte lediglich gute 13 Sekunden Rückstand auf seinen siegreichen Teamkollegen Anton Salvesen. Der zu diesem Zeitpunkt 28-jährige Salvesen war bis zu den Weltmeisterschaften auf internationaler Ebene wenig aufgefallen, wenngleich er mehrmals den norwegischen Meistertitel errungen hatte. Wie Karla Kienzl beendete auch er nach den Weltmeisterschaften seine Karriere. Hinter dem Norweger waren drei Österreicher platziert, von denen Josef Thaler der beste war. Josef Isser gewann wie seine Schwester Maria als Dritter eine Medaille und schlug damit den viermaligen Europameister Paul Aste, der den vierten Rang belegte.

### Doppelsitzer
| Platz | Athlet                           | Land | Gesamtzeit  |
| ----- | -------------------------------- | ---- | ----------- |
| 1     | Hans Krausner Josef Thaler       | AUT  | 4:00,10 min |
| 2     | Josef Isser Maria Isser          | AUT  | 4:01,92 min |
| 3     | Josef Strillinger Fritz Nachmann | GER  | 4:11,08 min |
| 4     | Gunnar Böhn jr. Sverre Thuve     | NOR  | 4:14,50 min |
| 5     | Arne Holst Sverre Lorentzen      | NOR  | 4:15,43 min |
| 6     | Anton Salvesen Alf Large         | NOR  | 4:17,83 min |
| 7     | Paul Aste Heinrich Isser         | AUT  | 4:25,63 min |
| 8     | Orhulf Hodne Johannes Brennhovd  | NOR  | 4:27,96 min |
| 9     | Sepp Mayr Erhard Grundmann       | GER  | 4:27,98 min |
| 10    | Walter Hofer Erika Leitner       | ITA  | 4:30,13 min |

Weitere Reihenfolge
| Platz | Athlet                          | Land |
| ----- | ------------------------------- | ---- |
| 11    | Ryszard Pedrak Jerzy Wojtynski  | POL  |
| 12    | Arvid Magnor Hans Magnor        | NOR  |
| 13    | Barbara Gorgon Janusz Wojtynski | POL  |
| 14    | Mogens Christensen Inger Vik    | NOR  |

Auch bei den Doppelsitzern hatten die österreichischen Athleten in den Jahren vor den ersten Weltmeisterschaften bei den Europameisterschaften dominiert: Alle vier möglichen Titel und elf von zwölf Medaillen hatten sich Duos aus der Alpenrepublik gesichert. Für eine Besonderheit hatte schon bei der Europameisterschaft 1954 das Doppel Josef Isser/Maria Isser gesorgt, das als erstes geschlechtergemischtes Duo einen internationalen Titel gewonnen hatte. Auch ein Jahr später, bei den ersten Weltmeisterschaften, startete Maria Isser wieder mit ihrem Bruder im Doppelsitzerwettkampf.
Im Gegensatz zum Einsitzerrennen der Männer, in dem die Norweger gleich gute Leistungen wie die Österreicher zeigten, waren diese im Doppelsitzer deutlich am stärksten. Nach zwei Läufen führten zwei österreichische Doppel, knapp zwei Sekunden voneinander getrennt, das Endklassement an, während das drittplatzierte deutsche Duo bereits elf Sekunden Rückstand aufwies. Es siegten Hans Krausner und Josef Thaler vor den beiden Isser-Geschwistern, was für die österreichische Mannschaft die Medaillen fünf und sechs bedeutete. Auf Rang drei gewannen Josef Strillinger und Fritz Nachmann die zweite Bronzemedaille für Deutschland; dahinter verpassten auf den Positionen vier bis sechs drei norwegische Doppel eine weitere Medaille für das Gastgeberland.
Die meisten Starter im Doppelsitzer waren bereits im Einsitzerwettkampf an den Start gegangen, darunter mit Ausnahme von Hans Krausner alle Medaillengewinner. Josef Thaler sowie Josef und Maria Isser gewannen jeweils ihre zweite Medaille und wurden damit zu den erfolgreichsten Athleten den ersten Weltmeisterschaften. Der Einzelweltmeister Anton Salvesen wurde mit seinem Partner Alf Large, dem Fünften des Einsitzerrennens, lediglich Sechster.

## Medaillenspiegel
| Platz | Land           | Gold | Silber | Bronze | Gesamt |
| ----- | -------------- | ---- | ------ | ------ | ------ |
| 1     | Österreich     | 2    | 3      | 1      | 6      |
| 2     | Norwegen       | 1    | 0      | 0      | 1      |
| 3     | BR Deutschland | 0    | 0      | 2      | 2      |

## Bedeutung
Norwegen, das im Wintersport bis dahin besonders für die Veranstaltungen am Holmenkollen bekannt geworden war, richtete mit den Rennrodel-Weltmeisterschaften erst zum zweiten Mal ein Großereignis dieser Sportart aus. Zudem waren es die einzigen Weltmeisterschaften, bei denen ein Norweger eine Medaille gewinnen konnte. Für das Land kam der Veranstaltung zudem eine gesellschaftliche Bedeutung zu, so war etwa der norwegische König Olav V. als Ehrengast persönlich anwesend.
Die Österreicher verloren nach 1955 ihre Vormachtstellung im Rennrodelsport. Stattdessen kamen die beiden deutschen Staaten immer weiter auf und waren schließlich bei der Olympiapremiere der Disziplin im Jahr 1964 die erfolgreichste Nation. Die vier Weltmeister von 1955 wurden 24 Jahre später anlässlich der 20. Weltmeisterschaften am Königssee als Ehrengäste eingeladen, um den neuen Weltmeistern die Preise zu überreichen. In einer Ausgabe des Berchtesgadener Anzeigers aus dem Jahr 1979 heißt es darüber:

„Die ersten Weltmeister: […] Namen, die heute meist nur noch den alten Sportkameraden oder einigen Experten etwas sagen. Leider, denn diese Pioniere des Rennrodelsports haben das „Vergessensein“ wirklich nicht verdient. […] Welche Freude die Einladung nach Berchtesgaden bei Karla Kienzl, Anton Salvesen, Hans Krausner und Sepp Thaler auslöste, ist schwer zu beschreiben. Und der Beweis dafür, wie richtig es war, diesen Rodlern der ersten Stunde zu zeigen, daß sie doch nicht vergessen sind.“